# Réserve naturelle nationale de Vireux-Molhain
La réserve naturelle nationale de Vireux-Molhain (RNN104) est une réserve naturelle nationale dont l'intérêt est géologique et paléontologique. La réserve se situe dans la pointe de Givet, département des Ardennes, à la frontière entre la France et la Belgique.
Le site est connu sous le nom de Mur des douaniers en référence à sa situation près d'un ancien poste de douane.
Cet affleurement de schiste du Dévonien moyen (Eifelien : ± 397 millions d'années) est exceptionnel par la quantité et la finesse des fossiles présents. Les plus remarquables et les plus représentés sont les trilobites.

## Localisation

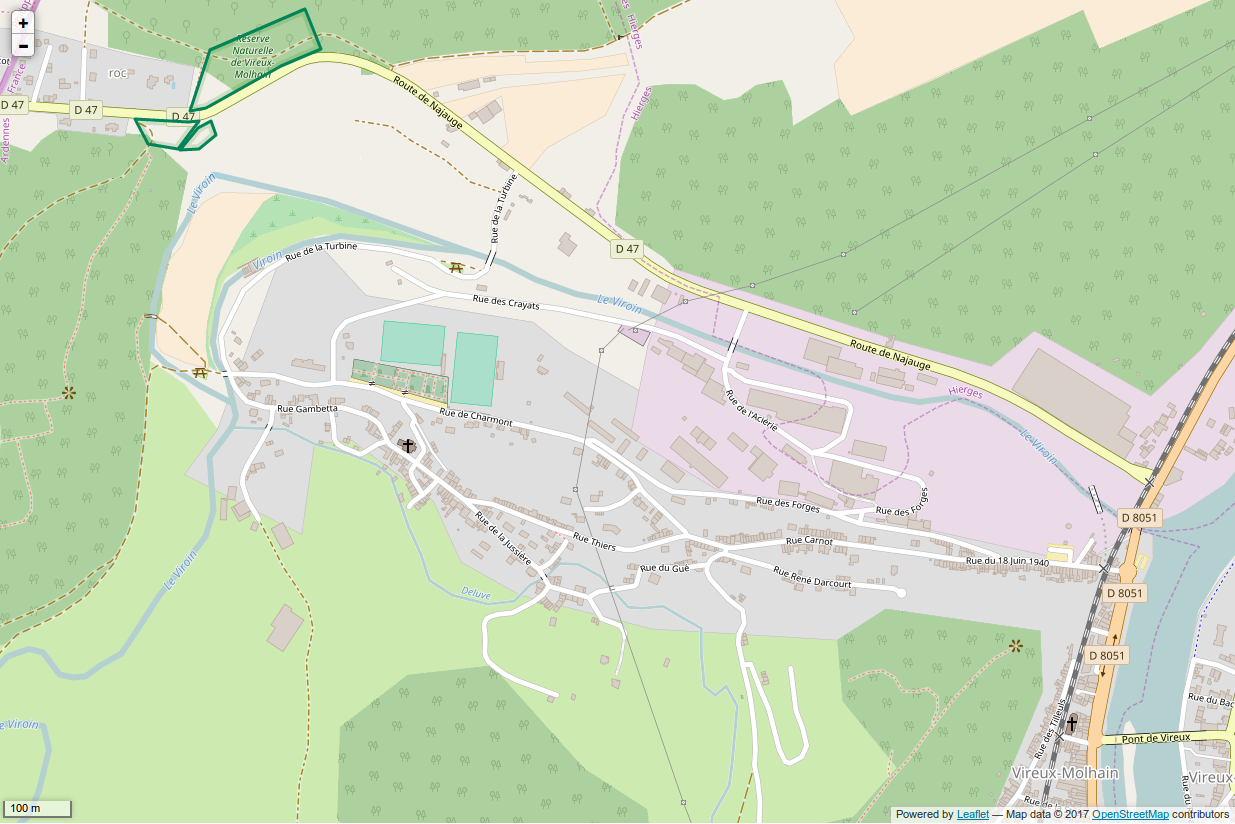
Périmètre de la réserve naturelle.

La réserve se trouve sur la commune de Vireux-Molhain dans les Ardennes (pointe de Givet). Elle est située sur le versant nord de la vallée du Viroin à quelques kilomètres de sa confluence avec la Meuse, dans l'étroite bande calcaire de la Calestienne qui marque la transition de l'Ardenne vers la Fagne et la Famenne. On y accède directement par un talus en bordure de la « route de Najauge » entre Vireux-Molhain et Treignes (route départementale 47 entre Vireux-Molhain et Couvin). La collecte de fossiles et minéraux y est prohibée.
Visualiser sur une carte : 50° 05′ 40,18″ N, 4° 42′ 28,24″ E.

## Histoire du site et de la réserve

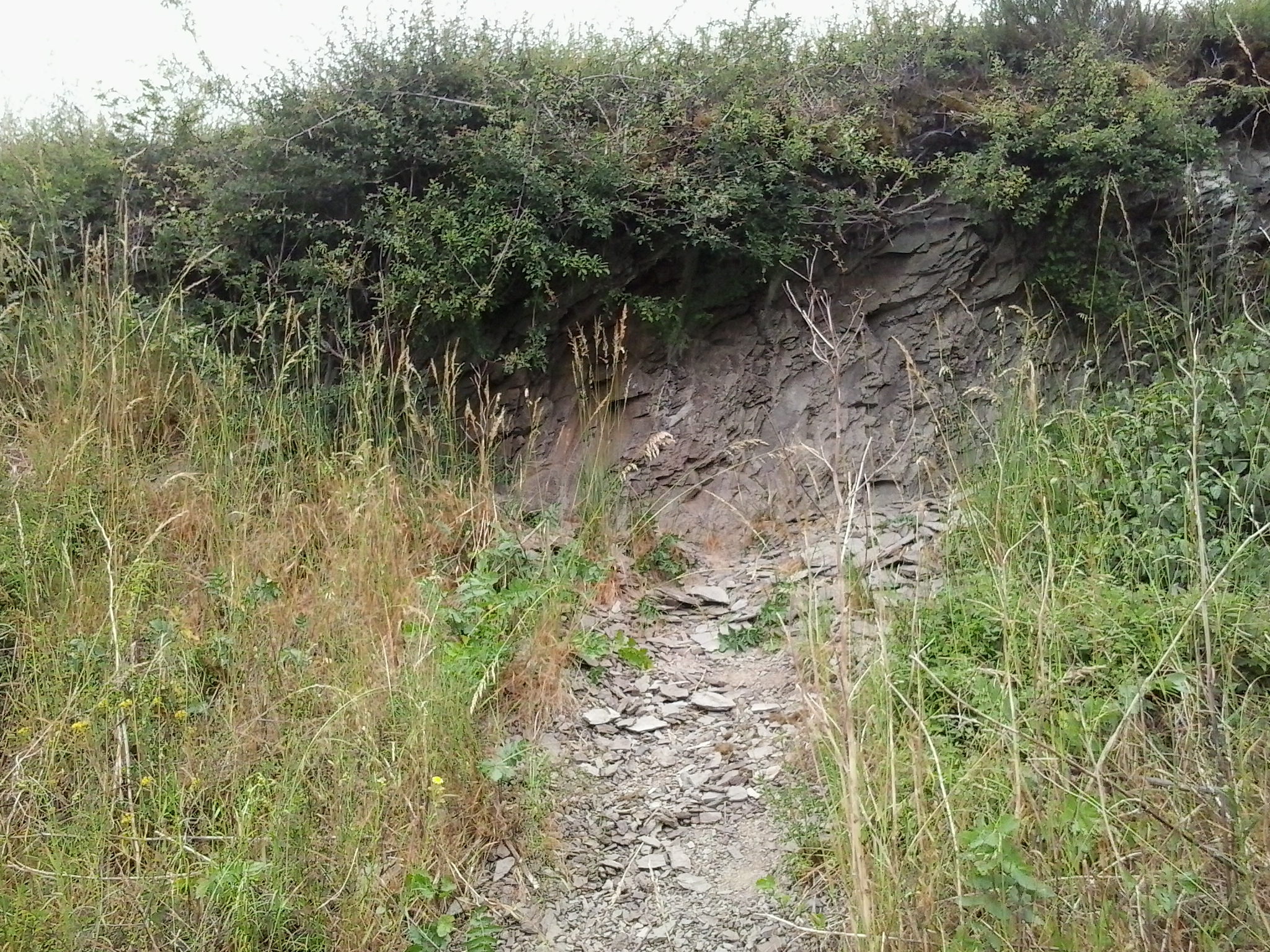
Affleurement de schistes.

Traditionnellement, on attribue la mise en évidence du site au géologue Jules Gosselet à la fin du XIXe siècle,.
Le gisement a été très fréquenté par les paléontologues en raison de la profusion de fossiles, la qualité de leur conservation et la diversité des espèces présentes. De renommée internationale, il a fait l'objet d'extractions intensives de la part d'amateurs comme de professionnels. Dans les années 1980, la fréquentation était devenue si importante que les conditions ne permettaient pas toujours l'exploitation scientifique des découvertes. L'abondance de fossiles et la facilité d'accès au site ont parfois généré des comportements nuisibles : extraction « sauvage » à des fins commerciales, dégradation des strates, interprétation erronée.
La réserve naturelle a été créée en 1991 afin de maîtriser l'exploitation incontrôlée du site pour permettre la conservation et l'étude des fossiles. Initialement confiée à la Société d'histoire naturelle des Ardennes, la gestion du site est assurée depuis 1996 par l'Office national des forêts. Le site est accessible à tous, mais un panneau explicatif rappelle la stricte interdiction d'extraire et de ramasser fossiles et minéraux. Une palissade de bois et une couche de gravier assurent la dissuasion. Aujourd'hui, les principales menaces sont l'extension de la végétation arbustive et les infiltrations d'eau car le schiste est très friable.
Ces mesures de protection sont l'objet de controverses,: l'interdiction de toute forme de prospection empêche toute nouvelle étude alors que les connaissances scientifiques sont très faibles en regard du potentiel du site. Par ailleurs l'érosion naturelle aboutira finalement à la destruction des fossiles affleurants, pourtant exploitables sans dégrader le site. Peu d'études sont financées pour étudier le site et cette « mise en jachère » prive la communauté scientifique des découvertes et des collectes d'informations que des paléontologues amateurs compétents pourraient faire. Il est à noter que ce sont principalement les paléontologues amateurs (notamment l'association minéralogique et paléontologique de Bogny-sur-Meuse) qui ont monté les collections permettant aujourd'hui aux chercheurs d'étudier ces fossiles.
Malgré l'énorme quantité de fossiles extraits du site, les connaissances sur la faune du Dévonien moyen restent lacunaires. De nombreuses espèces ne sont pas encore répertoriées ou ont été nommées improprement. La plus grande partie n'a pas encore fait l'objet d'une étude scientifique approfondie. Des travaux sont menés dans les musées et collections afin de mieux connaître cette faune et plus particulièrement les trilobites (cf. infra.).

## Géologie
Le Mur des douaniers est un affleurement de roches dont la formation a débuté à l'Eifelien inférieur, période du Dévonien moyen (ère Primaire ou Paléozoïque). Ce sont des sédiments terrigènes qui ont initialement constitué ces couches il y a 397 millions d'années. Les couches sédimentaires ont ensuite été plissées et soumises à des contraintes de température et de pression lors de l'orogénèse du massif ardennais (cycle hercynien). La Meuse et ses affluents ont creusé de profondes vallées dans le plateau, laissant apparaître cet affleurement de roches métamorphiques (schistes).
Jusqu'au début du siècle on considérait que les couches du Mur des douaniers appartenaient l'Assise de Bure et dataient du Couvinien inférieur (Emsien). La révision de la carte géologique de Givet, et de récentes études ont permis de montrer qu'elles appartiennent en fait à la formation de Jemelle (Membre du Vieux Moulin) de l'Eifelien inférieur.

## Faune fossile
À l'Eifelien inférieur, il y a environ 393 millions d'années, la région était submergée par une mer peu profonde. La vie s'y est développée dans des eaux calmes et chaudes. Les cadavres d'animaux morts ont été recouverts de sédiments, initiant le processus de fossilisation. Les formes animales les plus remarquables et les plus présentes sont les trilobites, mais on trouve également des organismes récifaux et des cnidaires.
Quelques trilobites identifiés,,,, (classés par ordres) :
Proetida
- Famille Proetidae

Gerastos catervus (van Viersen, 2006) (anciens noms : Rhenocynproetus catervus, Gerastos cuvieri (Steininger, 1831))
Diademaproetus cf. pertinax van Viersen, Taghon & Magrean, 2019
- Famille Aulacopleuridae

Cyphaspis cf. iuxta van Viersen, Taghon & Magrean, 2019
Phacopida
- Famille Acastidae

Asteropyge eonia van Viersen, Taghon & Magrean, 2019
- Famille Phacopidae

Pedinopariops ceuthonymus van Viersen, Taghon & Magrean, 2019
Geesops sparsinodosus gallicus (Struve, 1982). C'est l'espèce la plus commune sur le site. Elle a souvent été confondue avec Phacops latifrons.
Odontopleurida
- Famille Odontopleuridae

Kettneraspis eftychia van Viersen, Taghon & Magrean, 2019
Koneprusia sp. A (sensu van Viersen, 2008)
Lichida
- Famille Lichidae

Ceratarges cognatus van Viersen, 2006
Corynexochida
- Famille Scutelluidae

Septimopeltis magnispina (Maillieux, 1938) (ancien nom: Thysanopeltella magnispina)
Septimopeltis cf. akatastasia van Viersen, Taghon & Magrean, 2019
Scabriscutellum cf. archinalae van Viersen, Taghon & Magrean, 2019

## Intérêt touristique et pédagogique
Le Musée des minéraux, roches et fossiles des Ardennes situé à Bogny-sur-Meuse propose une salle consacrée à la faune fossile de la réserve de Vireux-Molhain. Ce musée est géré par l'association minéralogique et paléontologique de Bogny-sur-Meuse, membre du comité consultatif de gestion de la réserve.

## Administration, Plan de gestion, règlement
La réserve naturelle est gérée par l'Office national des forêts Ardennes.

### Outils et statut juridique
La réserve naturelle a été créée par un décret du 14 mars 1991.